# RTV-G-4 (ロケット)

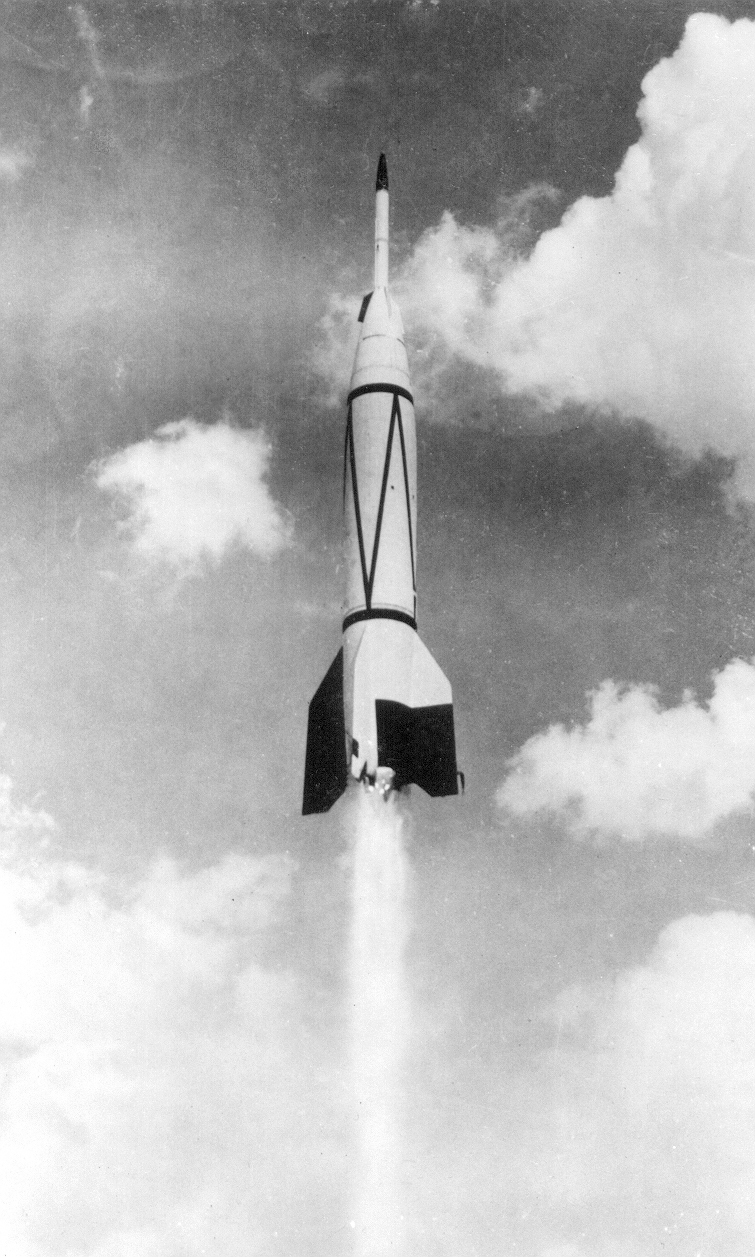
バンパー5の打ち上げ（1949年2月24日）

RTV-G-4 バンパー（Bumper）、別名パンパーWACは、高高度の大気データを収集するためにアメリカ合衆国によって使用された気象観測用ロケットである。バンパーは初期の多段式ロケットのうちの1つであった。第1段に使われたのは、捕獲したナチス・ドイツのV2ロケットであり、第2段はアメリカで設計されたWACコーポラルであった。

## 解説
バンパー計画は、1947年から1950年の間に8回の打ち上げが実施されたアメリカ合衆国の実験ロケット・プログラムであった。このプログラムは、2段式ロケットをテストすることが主な目的であった。
最初のバンパー1は、1948年5月15日にホワイトサンズ性能試験場で打ち上げられ、高度127 km（79.1 mi）、最大速度4,410 km/h（2,740 mph）に達した。1949年2月24日に、気温を計測する機器を搭載していたバンパー5は、それまでで最高の393 km（244 mi）の高度と8,290 km/h（5,150 mph）の速度を記録し、この高度記録は1957年まで破られなかった。バンパー8は、ケープ・カナベラルから打ち上げられた最初のロケットであった。それは1950年7月24日に発射台3から打ち上げられた。そして、5日後の7月29日にバンパー7が続いた。どちらの発射も完全には成功していなかったが、バンパー7は速度記録を更新し、9,112 km/h（5,662 mph）の速度に達した。

## 仕様

### RTV-G-4
出典：Designation-Systems.Net
- 全長： 17.25 m （56 ft 7 in）
- 直径： 1.65 m （5 ft 5 in）
- 翼幅： 3.56 m （11 ft 8 in）
- 発射重量： 12,800 kg （28,300 lb）
- 機関
  - 第1段 (V2) ： 液体燃料ロケット・モーター
推力： 267 kN （60,000 lb）
燃焼時間： 70 s
  - 第2段 (WAC) ： エアロジェット 液体燃料ロケットモーター
推力： 6.7 kN (1,500 lb)